# Conques
Conques (AFI: [kɔ̃k]; Concas in occitano) è un comune francese soppresso e frazione del dipartimento dell'Aveyron della regione dell'Occitania. Dal 1º gennaio 2016 si è fuso con i comuni di Grand-Vabre, Noailhac e Saint-Cyprien-sur-Dourdou per formare il nuovo comune di Conques-en-Rouergue.

## Monumenti e luoghi d'interesse

### Architetture religiose

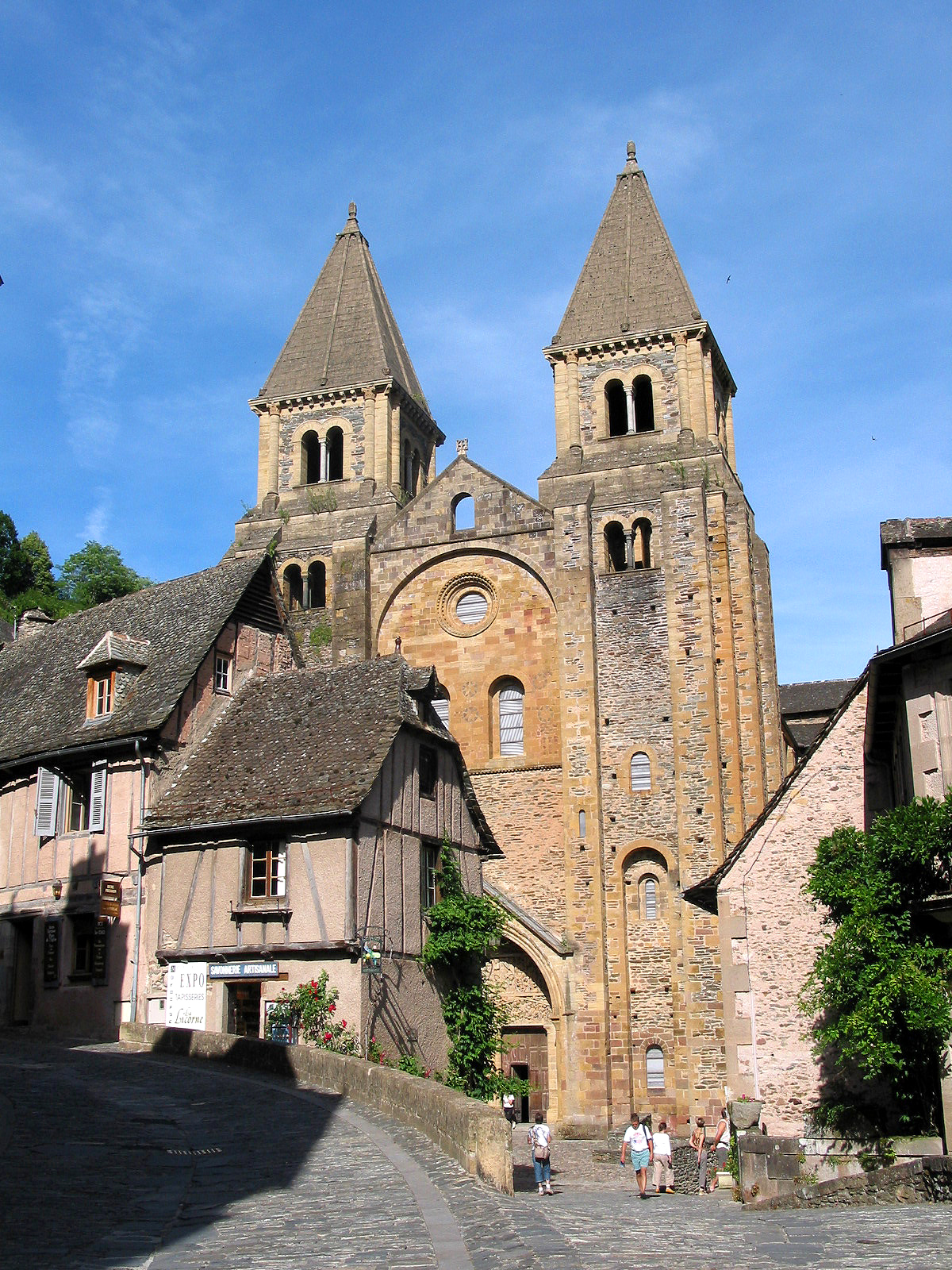
Chiesa di Sainte-Foy
In passato appartenente all'antica abbazia benedettina, la chiesa è in stile romanico con scolpito nel portale il Giudizio universale e contiene al suo interno un bassorilievo del XII secolo rappresentante l'Annunciazione e la statua-reliquiario di santa Fede.

## Sede di Progetto
La rivista della Società Max Planck porta alla ribalta la piccola città di Conques, adagiata come conchiglia nella valle del piccolo fiume Ouche, in quanto luogo di incontro di ricercatori di Istituti e Università francesi e americane per un progetto coordinato dall'Università Masaryk in collaborazione con la Bibliotheca Hertziana. Attraverso gli strumenti della storia dell'arte, dell'antropologia, della storia, della musicologia, del teatro, dell'archeologia e del digitale, lo spazio tempo di Conques rivive nel corso dei millenni conferendo alla città un significato politico globale in quanto microcosmo esemplare degli standard dei suoi tempi.

## Società

### Evoluzione demografica
Abitanti censiti